# گوژ مانوکیان
گورژ آلکساندری مانوکیان (ارمنی: Գուժ Ալեքսանդրի Մանուկյան؛ انگلیسی: Guzh Manukyan؛ ۶ مهٔ ۱۹۳۷ – ۲۴ ژوئن ۲۰۲۵) بازیگر سینما و تلویزیون و سیاستمدار اهل ارمنستان بود. وی بین سال‌های ۱۹۶۴ تا ۲۰۱۹ میلادی فعالیت می‌کرد.

## زندگی‌نامه
وی در ۶ مه ۱۹۳۷ ‏در لنیناکان از والدینی به نام‌های والنتینا آراکسمانیان و آلکساندر آراکسمانیان به دنیا آمد و از انستیتو دولتی هنری و نمایشی ایروان (۱۹۵۸) فارغ‌التحصیل گشت. وی در تئاتر مخاطبان نوجوان و تئاتر نمایشی هراچیا غاپلانیان فعالیت می‌کرد. وی برنده جوایزی همچون مدال موسس خورناتسی (۱۹۹۸)، هنرمند مردمی ارمنستان شوروی (۱۹۸۰) و جایزه دولتی ارمنستان شوروی (۱۹۸۱) است. وی در ۲۴ ژوئن ۲۰۲۵ در سن ۸۸ سالگی در ایروان درگذشت.

## گزیده فیلمشناسی
از فیلم‌ها یا برنامه‌های تلویزیونی که وی در آن نقش داشته است می‌توان به ناهاپت (۱۹۷۷)، ترانه ایام گذشته (۱۹۸۲)، وروگایت، چشمه هغنار (فیلم) (۱۹۷۱)، آفتاب پاییزی (۱۹۷۷)، ستاره امید (۱۹۷۸)،  اشاره کرد.